# Zhangji (sockenhuvudort i Kina, Jiangsu Sheng, lat 34,05, long 119,65)
Zhangji är en sockenhuvudort i Kina. Den ligger i provinsen Jiangsu, i den östra delen av landet, omkring 230 kilometer norr om provinshuvudstaden Nanjing. Antalet invånare är 28 184. Befolkningen består av 13 735 kvinnor och 14 449 män. Barn under 15 år utgör 19,0 %, vuxna 15-64 år 70 %, och äldre över 65 år 10,0 %.
Runt Zhangji är det tätbefolkat, med 659 invånare per kvadratkilometer. Närmaste större samhälle är Dongkan, 17,5 km öster om Zhangji. Trakten runt Zhangji består till största delen av jordbruksmark.
Genomsnittlig årsnederbörd är 1 005 millimeter. Den regnigaste månaden är juli, med i genomsnitt 252 mm nederbörd, och den torraste är december, med 20 mm nederbörd.